# Sport Vereniging Voorwaarts
Il Sport Vereniging Voorwaarts, noto semplicemente come Voorwaarts, è una società di calcio surinamese, che ha sede a Paramaribo. È il club calcistico, ancora in attività, più antico del paese.

## Storia
Il Sport Vereniging Voorwaarts venne fondato il primo agosto 1919, risultando la più antica società calcistica surinamese ancora in attività, e per ciò è stato inserito nel Club of Pioneers, associazione che raccoglie i club più antichi di ogni nazione.
Nella sua storia il club ha vinto sei campionati surinamesi, di cui il primo nel 1936, che ne fanno la quarta squadra più titolata del paese, ed una Supercoppa del Suriname nel 2002. Oltre a questi titoli nazionali il Voorwaarts ha vinto varie competizioni che si svolgevano nell'area di Paramaribo, come due Dragtenbeker e quattro Emancipatiebeker.
Il club ha inoltre partecipato a tre edizioni della CONCACAF Champions' Cup: nel 1976 giunsero a disputare il terzo turno eliminatorio da cui furono estromessi dai connazionali del Robinhood. L'anno seguente si fermarono al secondo turno, anche questa volta dal Robinhood. 
Nel 1978 si arresero invece al terzo turno ai trinidadiani del Defence Force.

## Palmarès

### Competizioni nazionali
- Hoofdklasse: 6

1936, 1941, 1952, 1957, 1977, 2001-2002
- Supercoppa del Suriname: 1

2002